# Pseudorhytisma
Pseudorhytisma — рід грибів родини Rhytismataceae. Назва вперше опублікована 1894 року.

## Класифікація
Згідно з базою MycoBank до роду Pseudorhytisma відносять 2 офіційно визнані види:
- Pseudorhytisma bistortae
- Pseudorhytisma myrtacearum